# Яновка (Краснопольский район)
Яновка (бел. Яноўка) — агрогородок в Краснопольском районе Могилёвской области Беларуси. Центр Яновского сельсовета. Расположена в 21 км от Краснополье, в 130 км от Могилёва, в 43 км от железнодорожной станции Коммунары. Население — 308 человек (2019).

## История
В 1870 деревня во владениях помещика, работали трактир, мельница. В 1897 году деревня в Самотеевичской волости Чериковского уезда Могилёвской губернии, работала школа грамоты. В одноимённом фольварке проживало 17 человек. Во время революции 1905—1907 годов крестьяне устроили восстание. В 1923 году был создан сельскохозяйственный кооператив. В 1929 году создан кирпичный завод. В 1930 году создан колхоз «Мотор революции», объединивший в 1932 году 66 хозяйств.
Во время Великой Отечественной войны с августа 1941 года по 30 сентября 1943 года была захвачена немецкими войсками.
В 1967 году был присоединён посёлок Ленинский. В 1990 году центр совхоза «Дружба», который специализировался на мясо-молочном животноводстве.
Деревня пострадала от аварии на Чернобыльской АЭС и попала в зону с правом на отселение.

## Инфраструктура
В 2007 году в деревне работали средняя школа, Дом культуры, библиотека, детский сад, фельдшерско-акушерский пункт, отделение связи, торговые объекты.